# Luigi Brizzolara

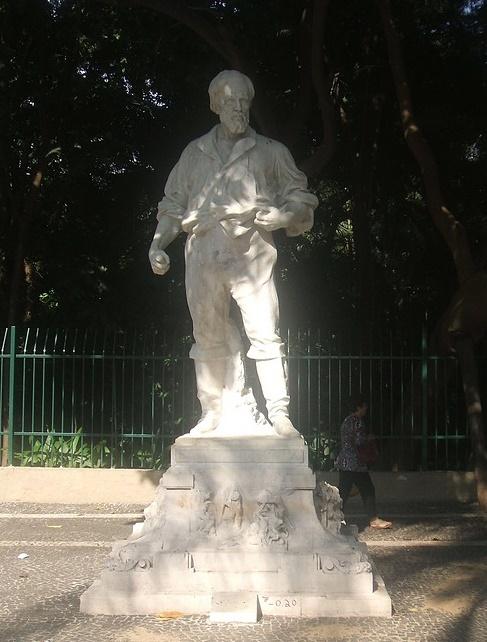
Luigi Brizzolara – Anhanguera, Parque Trianon

Luigi Brizzolara (* 11. Juni 1868 in Chiavari; † 11. April 1937 in Genua) war ein italienischer Bildhauer. Mit ungefähr 20 Jahren begann er ein Studium an der Accademia ligustica di belle arti in Genua bei seinem Lehrer Giovanni Scanzi. In den Jahren nach 1892 gewann er für mehrere seiner Statuen Preise bei Wettbewerben. Er schuf zahlreiche Grabdenkmäler, Büsten und Statuen in Kirchen. Auf dem Platz Praça de Nossa Senhora do Horto in Chiavari errichtete er 1898 eine Statue von Viktor Emanuel II.

## Leben
Von 1920 bis 1928 lebte er in der brasilianischen Stadt São Paulo. Er zog dorthin, um an einem Wettbewerb zur Errichtung eines Denkmals zum 100. Jubiläum der brasilianischen Unabhängigkeit teilzunehmen. Schon im Jahre 1909 gewann er zusammen mit dem Architekten G. Morelli den Wettbewerb zur Errichtung eines Denkmals zum 100. Unabhängigkeitstag Argentiniens in Buenos Aires. Jedoch wurde das Denkmal nie errichtet. Auch in Brasilien wurde sein Entwurf nicht realisiert, da er im Wettbewerb nur den zweiten Platz belegte. In São Paulo errichtete er zahlreiche Grabdenkmäler und Statuen, zum Beispiel das Grabdenkmal der Familie Matarazzo, das Denkmal für Carlos Gomes (errichtet 1922) und Statuen der Bandeirantes António Raposo Tavares und Fernão Dias Paes im Museu Paulista. 
Nach seiner Rückkehr nach Italien lehrte er an der Accademia ligustica di belle arti in Genua, an der er selbst ausgebildet worden war. In seiner Heimatstadt Chiavari errichtete er 1928 ein Denkmal für die Gefallenen des Ersten Weltkrieges.
Seit 1904 war er mit Mary Ranzini verheiratet.